# Saint-Amable
Saint-Amable es una ciudad situada en la provincia de Quebec, en Canadá. Según el censo de 2021, tiene una población de 13 322 habitantes.
Es una de las localidades pertenecientes al municipio regional de condado de Marguerite-D’Youville.

## Geografía
La ciudad está ubicada cerca del bosque de Verchères, entre el río Saint-Laurent y el río Richelieu. Está rodeada por las localidades de Sainte-Julie, Varennes, Verchères, Saint-Marc-sur-Richelieu y Saint-Mathieu-de-Beloeil.
Tiene una superficie total de 36.77 km².

## Urbanismo
Gracias a sus tierras fértiles, la agricultura, en particular los cultivos de patatas y espárragos, fue durante muchos años la principal actividad económica de Saint-Amable. Si bien la localidad conserva sus atractivos agrícolas y agroturísticos, el motor económico de la ciudad ha evolucionado hacia otros horizontes.
En los últimos años se han creado varios negocios y grandes franquicias para satisfacer las crecientes y diversificadas necesidades de servicios locales. El poder de atracción de la ciudad se ha multiplicado, y grandes actores comerciales y numerosos inversores están llegando a establecerse en la zona.

## Historia
La parroquia católica de Saint-Amable fue constituida en 1913 y tomó su nombre del sacerdote Amable Prévost (1757-1820), párroco de Beloeil de 1816 a 1820. La localidad se fundó como municipio parroquial en 1921, luego cambió su estatus al de municipio en 1984 y finalmente obtuvo el de ciudad, en 2019.

## Demografía
Según el censo de 2021, la ciudad tiene una población de 13 322 habitantes. La densidad de población es de 362.3 hab./km². Los datos del censo mostraron que con relación al censo anterior, realizado en 2016, hubo un aumento de 1157 habitantes (+9.5 %). El número total de inmuebles particulares es de 5190. El número total de viviendas particulares que se encuentran ocupadas por residentes habituales es de 5105.